# Gesetas
Os Gesetas (em latim: Gaesatae; em grego: Γαισάται) eram guerreiros Gauleses que viviam nos Alpes perto do rio Ródano e que lutaram contra a República Romana na Batalha de Telamão (225 a.C.). O historiador grego Políbio diz-nos que o nome significa "mercenários" assemelhando-se ao antigo irlandês gaiscedach "campeão, pessoa armada", de gaisced "armas", ele próprio de gáe "lança",.